# Radio Palermo
Radio Palermo fue una emisora de radio ubicada en la Ciudad Autónoma de Buenos Aires, República Argentina, que emitía en las frecuencias moduladas FM 94.7, FM 93.9 y, exclusivamente por Internet, en su canal Palermo Sports. La programación estaba en su totalidad integrada por programas de producción independiente.
Los tres canales transmitían las 24 horas a través de Internet en virtud de un acuerdo realizado con Cienradios, el portal de radios más grande de Latinoamérica.
A comienzos de 2015 inicia su propio canal multimedia a partir de un convenio con YouTube y gracias a la instalación de software que incorpora video a las transmisiones. Radio Palermo se convertía, así, en la primera radio para producciones independientes en brindar este servicio.
En la primera semana del mes de diciembre de 2018 se concreta la venta de la sociedad FM del Barrio SRL titular de las frecuencias 94.7 y 93.9 más el edificio de la calle Emilio Ravignani 1732 al titular del Sindicato Único de Trabajadores de Renta y Horizontal (SUTERH), Víctor Santa María, quien el primer día del año 2019 se hace cargo de la emisora donde desde el mes de febrero del mismo año lanza la emisora deportiva Radio Club 94.7 con el periodista Gonzalo Bonadeo como figura principal.

## Historia

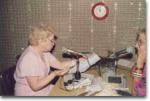

Radio Palermo inició sus transmisiones en diciembre de 1988 bajo el nombre de FM Palermo, desde una antigua casa en la Av. Coronel Díaz 1811 CABA, con un rudimentario transmisor de 1 kW y equipos domésticos, en el marco de un contexto social que propiciaba el surgimiento de nuevos medios de comunicación, en particular, radios de frecuencia modulada, de baja potencia.
A principios de los años '90 la mayoría de las emisoras de la República Argentina eran nuevas, transmitían en frecuencia modulada y eran casi mil setecientas, a pesar de que el Estado no otorgaba licencias y la obsoleta Ley de Radiodifusión no las amparaba. Muchas de ellas fueron decomisadas, perseguidas y clausuradas, y otras transmitieron en la clandestinidad. Este fenómeno ocurría en todo el mundo; según el país o la región, este tipo de radios fueron llamadas clandestinas, truchas, libres, ilegales, piratas, barriales alternativas y comunitarias.

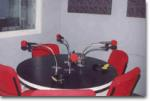

En permanente crecimiento, en 1994 FM Palermo se mudó a un nuevo estudio con tecnología de avanzada ubicado en la calle Güemes 3773 de CABA. Este nuevo espacio, marcó el inicio de mayores inversiones en infraestructura y equipos.
En julio de 2005 cambió su denominación e imagen institucional por Radio Palermo, inaugurando el nuevo edificio en la calle Emilio Ravignani 1732, en el innovador y floreciente barrio porteño de Palermo Hollywood. El edificio actualmente cuenta con dos plantas de 600m2 de superficie, equipadas con sofisticada tecnología y diseño de vanguardia, preparadas para desarrollar y presenciar todas las actividades vinculadas a la realización de los programas de radio.

## Perfil
La emisora fue radio líder en emitir programas de producción independiente y ofrecía una plataforma especialmente diseñada y preparada para brindar servicios de excelencia a los productores de contenidos, a los anunciantes, a los oyentes, al público que participa de los programas, a los estudiantes de radio, locución o periodismo y a todos aquellos que deseaban disfrutar de la experiencia de la radio.

## Estudios

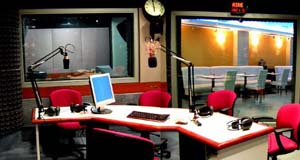

Sus 4 estudios de moderna tecnología fueron diseñados para la puesta en el aire en vivo de programas de todo tipo. Para aquellos que, mientras conducen su propio programa vivan, además, la experiencia de la operación técnica, para la salida al aire en vivo de músicos, bandas y coros, con gradas en su interior para 15 personas.
Contaba con un estudio de Producción de Sonido: para grabar, editar y recibir asesoramiento profesional.

## Otras instalaciones
Además de los estudios, el edificio de RPLM cuontaba con áreas especialmente diseñadas para que los productores y conductores de
programas radiales, desarrollasen su actividad profesional en ambientes confortables, permitiendo un óptimo trabajo de pre y posproducción.
En este sentido, se ha convertido en un espacio de co-working especializado, en el que trabajan quienes producen comunicación masiva y diversos tipos de productos de comunicación digital.
Tenía, además, un bar y restaurante temático, el RADIOBAR, junto a los estudios de aire, la salas de control técnico y los sectores de
producción. El RADIOBAR incluía, también, un espacio de arte en el que exponen distintos artistas e integra el circuito de los Gallery Nights de la Ciudad de Buenos Aires.

## Premios
RPLM ha sido galardonada con el Premio Ondas Iberoamericano de Radio y Televisión , otorgado por Cadena Ser de España y Radio Barcelona, año 2003 a la mejor radio Iberoamericana; Premio ETER, otorgado por la Escuela Terciaria de Estudios Radiofónicos, a la Mejor Radio Alternativa; Premio a la Excelencia Broadcasting a la Mejor Programación en Radios de Baja Potencia, otorgado por el Grupo de Comunicación Broadcasting; Premio Grand Prix a la Creatividad en Radio en el rubro Mejor Campaña de Bien Público, otorgado por el Bureau Argentino de Radio.

## Contenido

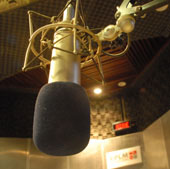

Creativos, innovadores, vanguardistas, osados. Así son los productores independientes (PI). Un grupo de personas u organizaciones de todo tipo, con propios contenidos e ideas, que se han convertido, en los últimos años, en verdaderos emprendedores de la comunicación, con un notable y creciente desarrollo dentro de la industria, tanto en la producción cinematográfica, como en la televisiva y radial.
Con diversos objetivos y motivaciones: como negocio, para comunicar ideas y conceptos a segmentos específicos del mercado, como complemento de su aprendizaje o como un sofisticado entretenimiento, la actividad es creadora de genuinos recursos económicos y fuentes de trabajo. Así periodistas, profesionales de otras áreas, locutores, técnicos, estudiantes de comunicación social, etc., encuentran en la radio un lugar de intercambio, de expresión, de creación de entretenimiento y de desarrollo de negocios.
La programación de Radio Palermo estaba integrada por ciclos que abarcan distintas temáticas como cultura, espectáculos, cine, deportes, opinión, información general, música de todos los estilos, gastronomía, información de actualidad, opinión, salud, minería, ecología, humor, y hasta un programa que se emite íntegramente en inglés.
Organizaciones como el Liceo Cultural Británico, la Fundación para la Medicina (FUNDAMED), la Asociación Civil Martín Castellucci, la Universidad de Palermo, entre otras, ponen al aire sus programas. La Universidad de Palermo, con el programa periodístico semanal "La cocina del Periodismo", fue semillero de varios periodistas que hoy ejercen en medios reconocidos como Dieco Leuco, Matías López de Briñas, entre otros egresados.
También cuenta con ciclos de medios internacionales como Radio Sputnik que transmite directo desde Moscú, y Korean Broadcasting System, KBS, desde Corea del Sur.